# Lachmüller von und zu Hofstatt

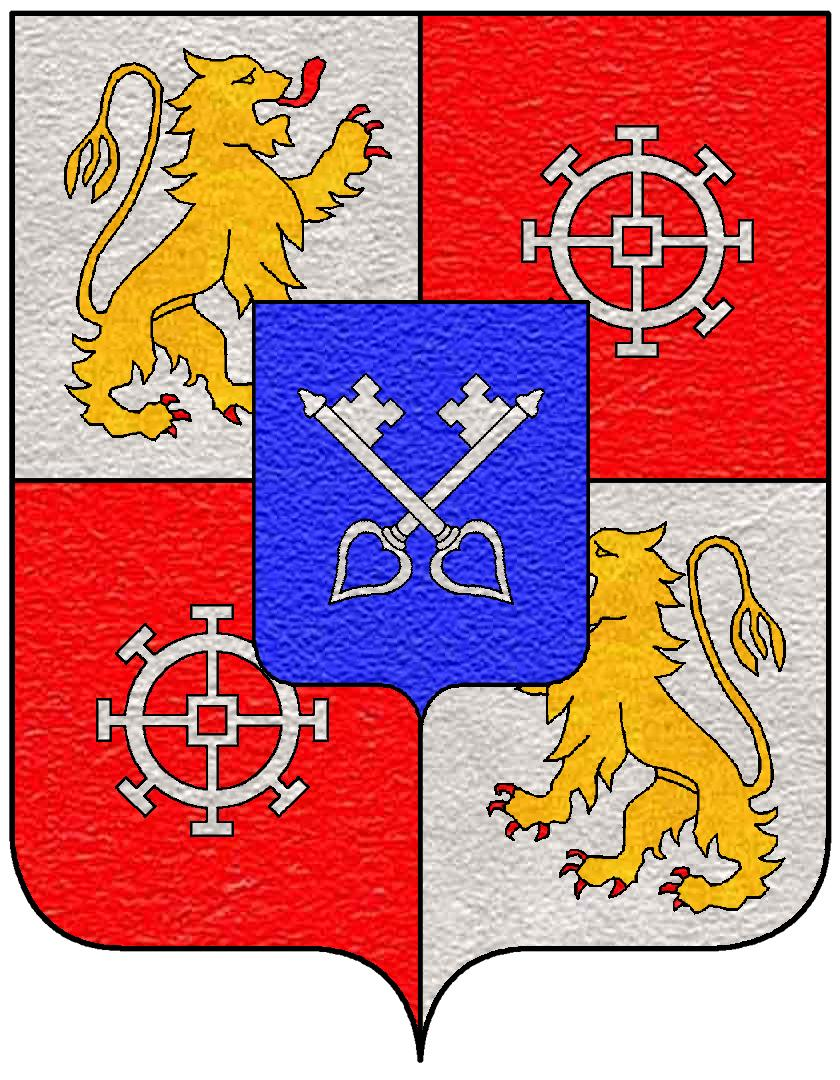
Wappen der Lachmüller mit dem Hofstatt-Wappen als Herzschild

Lachmüller von und zu Hofstatt und Gravötsch ist der Name eines österreichischen Briefadelgeschlechts. 

## Geschichte
Der aus Freiburg im Breisgau stammende Doktor med. Johann Michael Lachmüller kam 1628 nach Brixen. Dort beim Adel und Bürgertum zu Ansehen und Einfluss gekommen, stieg er am Hof zum Rat und Leibarzt des Fürstbischofs von Brixen auf. Durch seine eingeleiteten Reformen, beispielsweise den Vorschrieb eines Arzneibuches, konnten die sanitären Mängel in der Stadt erheblich verbessert werden. Am 2. Mai 1665 erlangte er in Wien von Kaiser Leopold I. den rittermäßigen Adelsstand für das Reich und die Erblande, eine Wappenbesserung, sowie die Lehenberechtigung. Das ihm verliehene Prädikat "von und zu Hofstatt" (und Gravötsch) bezog sich auf die von seiner Frau Maria Leopold von Schwarzenhorn geerbten Ansitze Hofstätter und Gravetsch. 1671 fungierte sein Sohn, Johann Michael Lachmüller zu Hofstatt (der Jüngere) als fürstbischöflicher Hof- und Lehensrichter. Am 25. Mai 1720 verlieh Kaiser Karl VI. in Laxenburg den Brüdern Johann Wilhelm, Franz Sigmund und Felix Anton Lachmüller den Freiherrenstand mit dem Namenszusatz „Lachmiller von Rohrbiß Freiherren von Hoffstadt und Grafetsch“. Die Säkularisation von 1803 und Auflösung des weltlichen Herrschaftsbereiches des Fürstbischofs von Brixen, stürzte auch die Lachmüller in eine Krise.

## Besitzungen

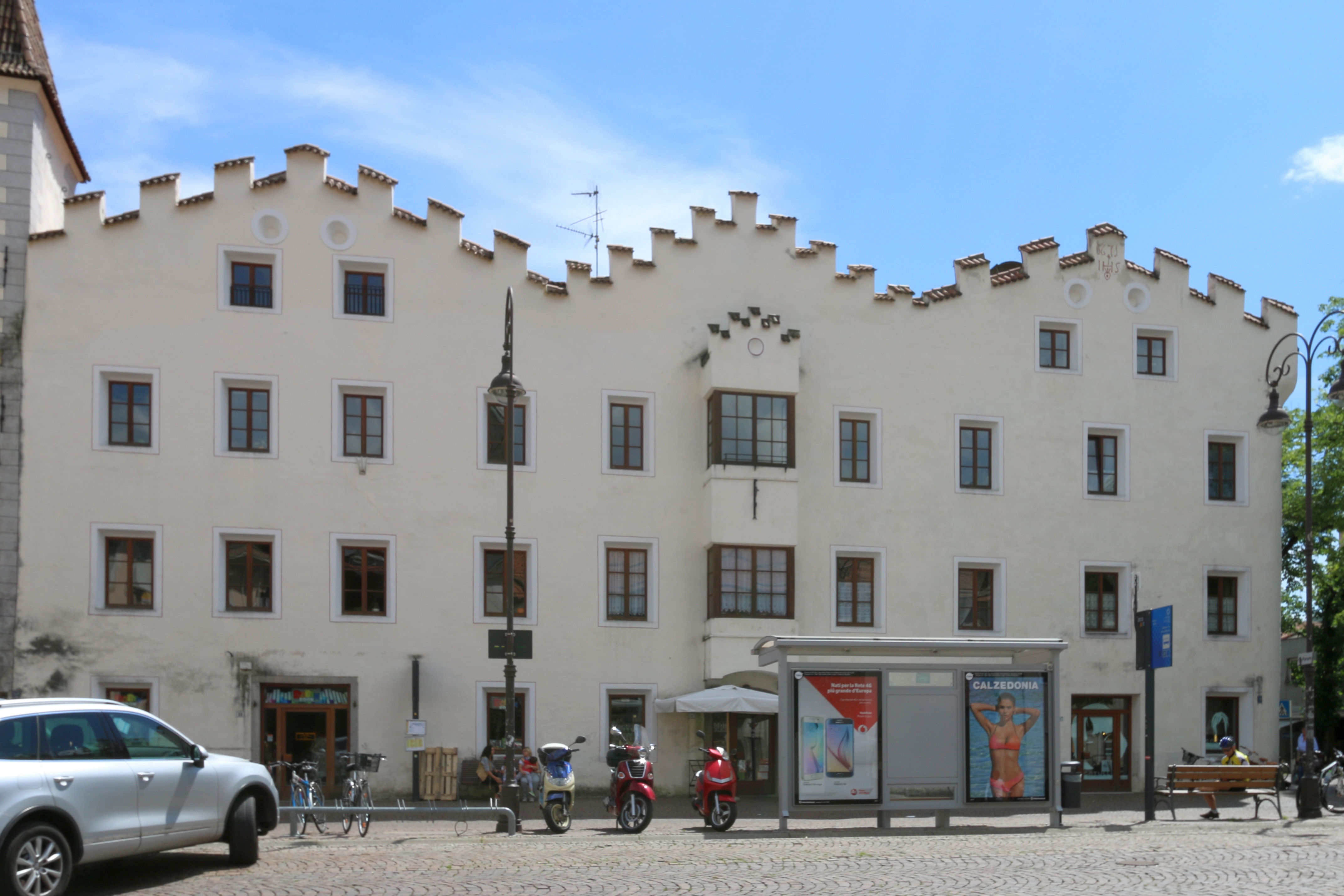
Ansitz Lachmüller in Brixen

- Ansitz Hofstätter in Neustift
- Ansitz Gravetsch in Villanders
- Ansitz Lachmüller in Brixen

## Genealogie (Auswahl)
- Johann Michael von Lachmüller (1589–1669), Hofrat und Leibarzt, ⚭ Maria Leopold von Schwarzenhorn
  - Johann Wilhelm von Lachmüller (1632–1685), Leibarzt, ⚭ Anna Maria von Ingram zu Liebenrain
    - Franz Sigmund von Lachmüller (1667–1702), Leibarzt, ⚭ Maria Anna von Hauser zu Weissenstein
      - Franz Sigmund von Lachmüller (1691–1751), Hofkaplan in Brixen, Geistlicher Rat
      - Felix Anton von Lachmüller (1700–1727), ⚭ Elisabeth Klara von Kempter zu Rigglburg
        - Maria Gertrud von Lachmüller (1726–1791), letzte Äbtissin des Klosters Sonnenburg[6]

  - Johann Michael von Lachmüller (1633–1686), Hofrat, Stadtrichter von Brixen, Vizekanzler, ⚭ Maria Viktoria von Walther zu Herbstenburg
  - Franz Hartmann von Lachmüller (1638–1690), Pfleger von Feldthurns, ⚭ Magdalena Franzin von Zinnenberg
    - Johann Thomas von Lachmüller (1673–1753), Hofrat, Präfekt, ⚭  Maria Agnes von Offenhausen
      - Maria Katharina von Lachmüller (1697–1767), ⚭ Franz Joachim von Winkelhofen
      - Joseph Kassian von Lachmüller (1710–1782), Kanzlist, Hofrat, ⚭ Anna Maria von Khuen
        - Johann Thomas von Lachmüller (1741–1796), ⚭  Margaretha Dorothea von Mörl
        - Johann Michael Joseph von Lachmüller (1744–1796), Offizier
        - Joseph Kassian von Lachmüller (1746–1796), Ordensgeistlicher

      - Maria Sabina von Lachmüller, ⚭ Anton Thaddäus von Vintler

  - Georg Karl von Lachmüller (1641–1690), Chorherr am Kloster Neustift